# Willis Reed
Willis Reed Jr. (født 25. juni 1942, død 21. marts 2023) var en amerikansk professionel basketballspiller, og senere basketballtræner, som spillede 10 sæsoner i NBA, alle med New York Knicks. Han blev kåret som ligaens Most Valuable Player i 1970 og var en All-Star syv gange.

## Spillerkarriere

### New York Knicks
Reed blev draftet af New York Knicks med det 8. valg i 1964 NBA draften. Reed viste sig hurtigt til at være en god spiller, og scorede i gennemsnit 19,5 point per kamp i sin debutsæson. Reed blev derpå kåret som Rookie of the Year for 1964-65 sæsonen. Han blev også valgt til sin første All-Star kamp, og begynde her stime 7 sæsoner i streg som All-Star.
Reed scorede i 1966-67 sæsonen for første gang 20+ point per kamp, og dette ville begynde en stime på fem sæsoner, hvor Reed  scorede 20+ point per kamp over sæsonen.
Knicks havde deres hidtil bedste sæson i 1969-70, da holdet satte klubrekord med 60 sejre i en sæson. Reed blev herpå kåret som 1970 Most Valuable Player. Knicks kom i slutspillet, hvor de marcherede til finalen. Her mødte de Los Angeles Lakers, og efter en intens 7-kampsserie vandt Knicks deres første NBA-mesterskab.
Reed begyndte dog at døje meget med skader over de næste sæsoner og spillede kun 11 kampe i hele 1971-72 sæsonen. Reed var dog rimelig frisk i 1972-73 sæsonen, og spillede her en vigtig rolle i at Knicks igen kom i NBA finalen, hvor de atter møde Lakers. Knicks vandt igen, denne gang i kun fem kampe.
Reed spillede kun 19 kampe i 1973-74 sæsonen, hvorefter han som resultat af skaderne besluttede sig for at indstille karrieren i en alder af kun 31 år.

### Eftermæle
Reeds trøje med nummer 19 er blevet pensioneret af New York Knicks i 1976, som den første spiller, der fik nummeret pensioneret. Han blev optaget i Naismith Memorial Basketball Hall of Fame i 1982.

## Trænerkarriere

### New York Knicks
Reed begyndte sin trænerkarriere med Knicks, hvor han overtog som træner i løbet af 1977-78 sæsonen. Han blev dog fyret i starten af 1978-79 sæsonen efter en dårlig start på sæsonen.

### Creighton University
Reed blev i 1981 træner for basketballholdet ved Creighton University, et universitet i Omaha, Nebraska. Han trænede holdet frem til 1985.

### Assistenttræner
Reed var herefter assistenttræner for først Atlanta Hawks mellem 1985-87 og derefter Sacramento Kings mellem 1987-88.

### New Jersey Nets
Reed blev i 1988 træner for New Jersey Nets og blev i 1989 holdets cheftræner. Han havde forskellige roller indenfor Nets organisationen over de næste 15 år og var en stor del af, at Nets gik fra at være blandt de værste hold i ligaen, til at komme i NBA finalen to gange i 2002 og 2003; dog uden at vinde finalen.

### Knicks og Hornets
Reed arbejdede herefter kortvarigt for Knicks i et år og derefter tre år hos New Orleans Hornets, før han i 2007 indstillede trænerkarrieren.

## Privat
Reed døde den 21. marts 2023 som resultat af hjerteproblemer i en alder af 80.